# ورزشگاه سانکورپ
ورزشگاه سانکورپ (به انگلیسی: Suncorp Stadium) یک ورزشگاه راگبی و فوتبال در شهر بریزبن، استرالیا است.
این ورزشگاه در سال ۱۹۱۱ میلادی شروع به ساخت و در سال ۱۹۱۴ به بهره‌برداری رسیده است، ظرفیت این ورزشگاه ۵۲٬۵۰۰ نفر است.